# 雷·阿曼特劳特

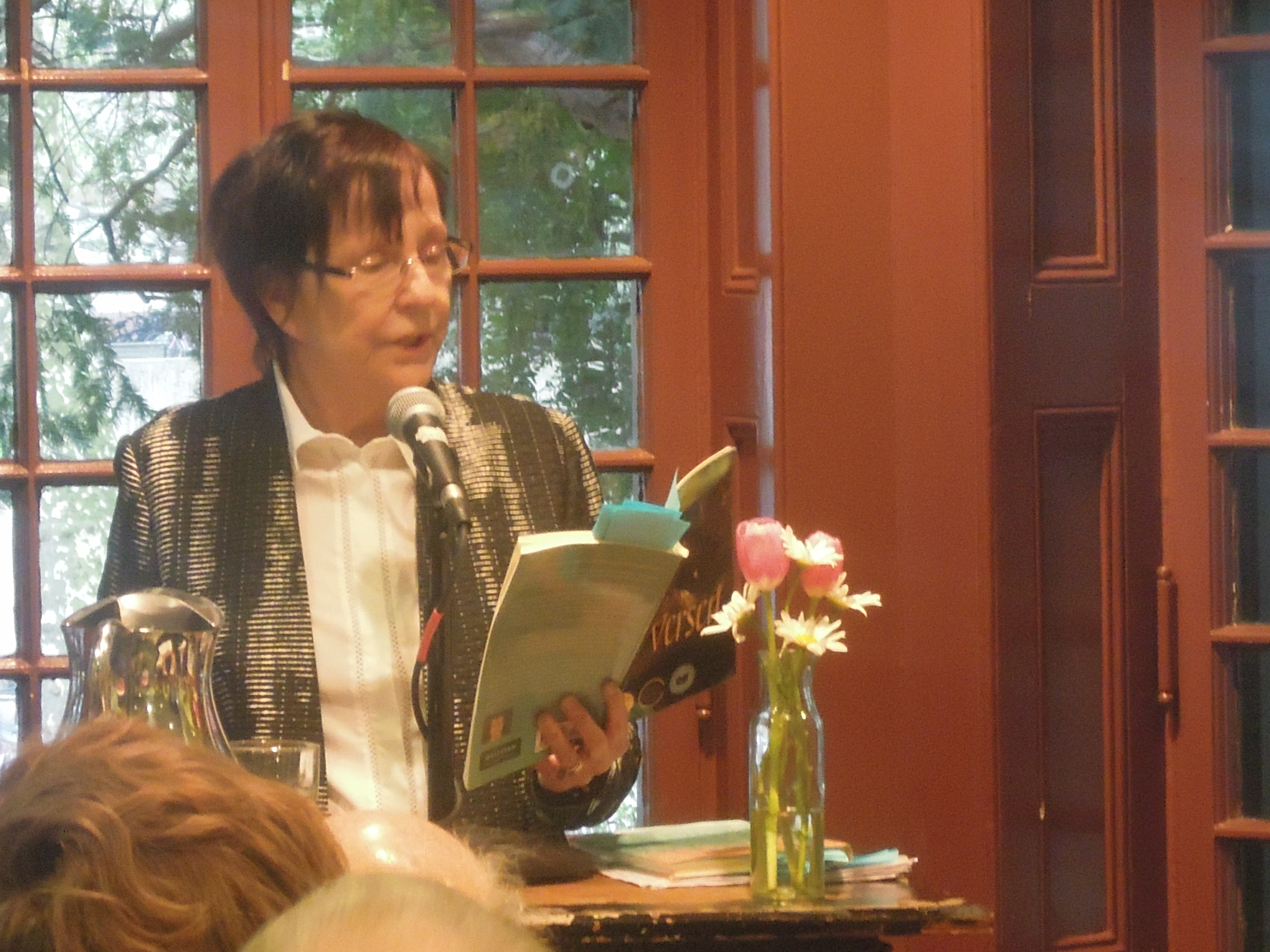
雷·阿曼特劳特

雷·阿曼特劳特（Rae Armantrout，1947年4月13日—) 是一位美国诗人，曾在加州大學聖地牙哥分校教授诗歌和诗学。 
她曾獲得2009年度美国国家书评人协会奖以及 2010年度普利策诗歌奖。